# Honti György (színművész)
Honti György (Budapest, 1965. október 30. –) Jászai Mari-díjas színész, rendező, drámapedagógus.

## Életpályája
Szülei: Honti Péter és Spatz Éva. 1980–1984 között a budapesti Madách Imre Gimnázium diákja volt. 1985–1987 között az Arany János Színház stúdiósa és színésze volt. 1985–1991 között az Eszterházy Károly Főiskola közművelődés-pedagógia szakos hallgatója volt. 1987–1989 között a Nemzeti Színház stúdiósaként dolgozott. 1989-ben a Szegedi Nemzeti Színház színésze volt. 1989–1991 között a Független Színpad színművésze volt. 1991–1994 között a Színház- és Filmművészeti Főiskola drámapedagógia szakán tanult. 1991–1995 között a Miskolci Nemzeti Színházban lépett fel. 1995–1998 között a Győri Nemzeti Színház Padlásszínházában lépett fel. 1998–2003 között a nyíregyházi Móricz Zsigmond Színházban játszott. 2003 óta a tatabányai Jászai Mari Színház színész-rendezője. 2005–2007 között a Pécsi Tudományegyetem művelődésszervezés szakát is elvégezte. Sikeresen védte meg a "Beavatóról" szóló doktori disszertációját a ELTE Neveléstudományi Doktori Iskolán. Szakfelelős oktató a Wesley János Lelkészképző Főiskolán. Önállóan is vezet tanfolyamokat, illetve részt vesz "babaszínházi" projektben is.

## Színházi munkái

### Színészként
- Kastner: Emil és a detektívek....Petzold
- Keleti István: Pacsuli palota....Főpohárnok
- Bródy Sándor: Rembrandt...Orvos
- William Shakespeare: Lear király....Szolga Cornwall mellett
- William Shakespeare: Rómeó és Júlia....Péter; Paris
- Madách Imre: Az ember tragédiája....
- Katona-Ruszt: Passió magyar versekben....
- William Shakespeare: Othello....Bolond
- Molière: Úrhatnám polgár....Tánctanár
- Kálmán Imre: Csárdáskirálynő....Második orfeumi habitué
- Ödön von Horváth: Mesél a bécsi erdő....Erich
- Rostand: Cyrano de Bergerac....Jules
- Simon: Pletykák avagy: ilyen nincs!!!....
- Genet: A paravánok....Azuz; A Kisbíró; Blankensee Úr; A Halálraítélt Hangja; Pierre; A Hittérítő
- Brecht: Kurázsi mama és gyermekei....Félszemű; Katolikus katona; Fiú
- Kálmán Imre: Marica grófnő....Tanító
- William Shakespeare: Hamlet, dán királyfi....Osrick
- Salinger: Habhegyező....Alex
- Rostand: Regényesek....
- Baum: Óz, a csodák csodája....Freddy; Gyáva oroszlán
- Wilde: Salome....Zsidó I.
- Csehov: Lakodalom....Jaty
- Brecht: Kispolgári nász....Fiatalember
- Molnár Ferenc: Marsall....Jánosy
- Molnár Ferenc: Előjáték Lear királyhoz....Dr. Kiss
- Marivaux: A lovag, avagy úgy itt hagylak benneteket, mint Szent Pál az oláhokat....Lucidor
- Molière: Molière-város avagy a Nők iskolája....
- Molnár Ferenc: Delila....Csapos
- Carlo Goldoni: A legyező....Di Roccamarina gróf; Limonado
- Karinthy Márton: Korai fagy....Victor
- Molière: Mániákusok avagy hogyan vette el embertelen bonyodalmak árán a Fösvény fia a Képzelt beteg lányát....Sganarelle
- Thury Zoltán: Katonák....Brandt
- Csehov: De mi lett a nővel?....Jura
- Szerb Antal: Ex - királyi szélhámosság....Medina Sidonia
- Gábor Andor: Ciklámen....Inas
- Schnitzler: Körmagyar....Az író
- William Shakespeare: Tévedések (vígjátéka)....Angelo
- Carlo Goldoni: Két úr szolgája....Brighella
- William Shakespeare: Szentivánéji álom....Vackor
- Barker: Jelenetek egy kivégzésből....
- Feydeau: Zsákbamacska....
- Németh Ákos: Autótolvajok....Brünn
- Carlo Goldoni: A komédiaszínház....Gianni
- William Shakespeare: Vízkereszt, vagy amit akartok....Malvolio
- Illyés-Litvai: Szélkötő Kalamona....Medve; Durumoly ördög; Udvaronc
- Langer: A negyedik kapu....
- Wesker: A konyha....Paul
- Csokonai Vitéz Mihály: A méla Tempefői, azaz: Az is bolond, aki poétává lesz Magyarországban....Szuszmir
- Kárpáti Péter: Első éjszaka avagy az utolsó. Mit tett Umáma Átikával? Avagy a szerelem megszállott rabjának története....Méhész; Babárus
- Coward: Vidám kísértet....Dr. Bradman
- Csukás István: Süsü, a sárkány....Süsü
- Brecht: A szecsuáni jólélek....Isten; Munkanélküli; Mi Csü
- Háy-Kárpáti-Peer: Nesze, nesze, nesze!....
- Örkény István: Pistipistipistipisti....
- Rejtő-Kárpáti: Az öldöklő tejcsarnok (avagy piszkos Fred nem lép közbe sajnos)....Puskenovics (Warins)
- Veber: Balfácánt vacsorára!....Leblanc
- Katajev: A kör négyszögesítése....Abram
- Wedekind: A tavasz ébredése....Hoborth igazgató
- Brecht: Kaukázusi krétakör....Első orvos; Menekült; A tulajdonos; Invalidus; Suru; Ügyvéd
- Bart: Oliver!....Mr. Grimwig
- Molière: A nevetés iskolája (Amphitryon)....Neukratész
- Karinthy-Gábor: Háló nélkül....
- Nestroy: Adokkapok....
- Kocsák Tibor: Légy jó midhalálig....Igazgató
- Fodor László: A templom egere....János
- Ibsen: Nóra....Doktor Rank
- Egressy Zoltán: Portugál....Pap
- Molnár Ferenc: A testőr....A hitelező
- Békeffi-Stella: Janika....Újságíró
- Kosztolányi-Závada: Édes Anna....Moviszter doktor

### Rendezőként
- Rostand: Regényesek (1994)
- Marivaux: A lovag, avagy úgy itt hagylak benneteket, mint Szent Pál az oláhokat (1995)
- Lope de Vega: Furfangosok (1996)
- Thury Zoltán: Katonák (1997)
- Carlo Goldoni: Hazugok (1998)
- Gábor Andor: Ciklámen (1998)
- Szilágyi Andor: Leánder és Lenszirom (2000)
- Gibson: Libikóka (2001)
- Fazekas Mihály: Lúdas Matyi (2001, 2008)
- Gogol: Egy őrült naplója (2002)
- Füst Milán: Margit kisasszony (2003)
- Szophoklész: Antigoné (2003)
- Harold Pinter: A szerető (2004)
- William Shakespeare: A makrancos hölgy (2009)
- Békeffi-Stella: Janika (2012)

## Filmjei
- Ámbár tanár úr (1998)
- Kisváros (2001)
- Argo (2004)
- Le a fejjel! (2005)
- Melyiket a kilenc közül? (2006)
- Egy rém rendes család Budapesten (2007)
- Hajónapló (2010)
- Diótörő 3D (2010)
- Végtelen percek (2011)
- Hacktion: Újratöltve (2012)
- Jóban Rosszban (2012)
- Válaszcsapás (2013)
- Hurok (2014)
- Doktor Balaton (2021)

## Díjai
- Lipót-díj (2002)
- Jászai-gyűrű (2006)
- Jászai Mari-díj (2007)